# 神田北通
神田北通（かんだきたどおり）は、兵庫県尼崎市にある町丁。1丁目から9丁目まである。郵便番号は660-0883。

## 地理
東は庄下川を挟んで西大物町に接する。西は崇徳院に接する。北は昭和南通、南は神田中通と接する。

## 交通
当町には鉄道、バス共に走っていない。

## 校区[3]
| 丁目 | 小学校     | 中学校     |
| ---- | ---------- | ---------- |
| 1    | 明城小学校 | 成良中学校 |
| 2    | 明城小学校 | 成良中学校 |
| 3    | 竹谷小学校 | 中央中学校 |
| 4    | 竹谷小学校 | 中央中学校 |
| 5    | 竹谷小学校 | 中央中学校 |
| 6    | 竹谷小学校 | 中央中学校 |
| 7    | 竹谷小学校 | 中央中学校 |
| 8    | 竹谷小学校 | 中央中学校 |
| 9    | 竹谷小学校 | 中央中学校 |

## 施設

### 1丁目
- ワイズホテル阪神尼崎駅前
- セブンイレブン阪神尼崎駅北店

### 2丁目
- 肉焼屋阪神尼崎店

### 3丁目
- 尼崎プラザホテル阪神尼崎

### 7丁目
- ローソン尼崎神田北通7丁目店